# 綱掛裕美
綱掛 裕美（つなかけ ひろみ、11月5日 - ）は、日本の女性声優。アイムエンタープライズ所属。京都府出身。
網掛 裕美とされることがある。

## 略歴
幼い頃からテレビっ子で、アニメは好きだった。ある日、嫌いなことがあり、塞ぎ込んでいた時に、アニメに勇気づけられた。その後、職業としての声優を知り、「声だけで聞いている人にエネルギーを与えられるなんてスゴイ!」、「私もこんな仕事をしたい」と思うようになった。
高校時代に読んでいた雑誌の紹介記事で日本ナレーション演技研究所を知った。色々な学校や養成所がある中で、カリキュラムの時間や予算が一番綱掛自身にピッタリだった日本ナレーション演技研究所を選ぶ。プロダクション付属の養成所だったこともあり、両親も安心してくれたという。高校3年生の時に日本ナレーション演技研究所大阪校に入所して、短期大学卒業までの3年間レッスンを続けていた。その後、京都府から上京して日本ナレーション演技研究所東京校研修科に入所。
2003年10月1日にトライアングルからアイムエンタープライズに移籍。
2018年11月5日に入籍を報告した。

## 人物
方言は関西弁（京都弁）。
趣味・特技は、エレクトーンを弾くこと。幼い頃からエレクトーンを習ったり、部活でブラスバンド部に所属していたり、音楽ばかりしていた。将来はエレクトーンの先生になろうと考えていた時期もあったくらいだったという。その他の趣味・特技は、映画鑑賞、歌う事、甘い物を食べる事、接客、よく笑う。
資格はホームヘルパー3級。

## 出演
太字はメインキャラクター。

### テレビアニメ
時期不明
- しましまとらのしまじろう（リリちゃん）

1999年
- サイボーグクロちゃん（ナナ）
- トラブルチョコレート（小豆）

2002年
- プラトニックチェーン（水原香奈恵）

2003年
- Weiß kreuz Glühen（レイラ）

2004年
- 双恋（桜月ユラ）

2005年
- エレメンタル ジェレイド（シャルロ〔シャトン・バド・ウオルスローズ〕）
- Canvas2 〜虹色のスケッチ〜（美術部員）
- フタコイ オルタナティブ（桜月ユラ）
- 魔法先生ネギま!（月詠）

2006年
- ラブゲッCHU 〜ミラクル声優白書〜（ビデオ屋店員）
- パピヨンローゼ New Season（鬼神将軍 ミキ〈三女〉）

2007年
- ご愁傷さま二ノ宮くん（奥城いろり）
- 彩雲国物語（シュウラン）

2008年
- ケロロ軍曹（女子）
- のらみみ（女の子）
- BLEACH（天駆細依）

2022年
- 理系が恋に落ちたので証明してみた。r=1-sinθ（京都弁ガイド）

2024年
- 青のミブロ（町人、そば屋の娘）

### ゲーム
2004年
- 双恋 -フタコイ-（桜月ユラ）

2005年
- フタコイ オルタナティブ 恋と少女とマシンガン（桜月ユラ）
- 双恋島〜恋と水着のサバイバル〜（桜月ユラ）

2006年
- アルカナハート 1 - 3（2006年 - 2009年、大道寺きら） - 3作品
- 鳥篭の向こうがわ（相楽優深）

2009年
- ミマナ イアルクロニクル（セフィ・ロートホルン）

2019年
- プリンセスコネクト！Re:Dive - 方言監修

### ラジオ
- 超機動放送アニゲマスター内 「鈴音のお願い…神様のいうとおり」（文化放送：2000年6月3日‐6月31日[要検証 – ノート]）
- air marine内「走れ!marine wave」（文化放送：2002年1月6日 - 1月27日、25：30 - 26：00）
- 竹ちゃん・ひろみの声優万歳!（アキバ系BBチャンネル 2005年4月 - 2005年9月）
- ひろみtoゆみのちっちゃいふたり!（アキバ系BBチャンネル 2005年10月 -  2008年7月）
- 声優生活向上委員会mini 第2期（ポッドキャスティング 2006年2月 - 4月）

### ドラマCD
2000年
- 鈴音のおねがい…神様のいうとおり（九十九鈴音）

2001年
- アニメ店長シリーズ（西公妃CoCo）

2005年
- みかにハラスメント（日吉咲ココア）

2006年
- 魔法先生ネギま! ドラマCD Vol.1（月詠）

2007年
- となりのネネコさん（山田花）

### その他
- ときドキ時計（千歳茜〈京都弁〉）[10][11]